# Stopanska banka Skopje
Stopanska banka Skopje (code MBID : STB) est une banque macédonienne qui a son siège social à Skopje. Elle entre dans la composition du MBID, un indice de la Bourse macédonienne.

## Histoire
La Stopanska banka Skopje est la plus vieille banque macédonienne, elle a été fondée en 1944. Son capital a été ouvert en 2000 et son actionnaire principal depuis est la National Bank of Greece.